# Centaurea pawlowskii
Centaurea pawlowskii là một loài thực vật có hoa trong họ Cúc. Loài này được Phitos & Damboldt mô tả khoa học đầu tiên năm 1976.